# Viborada di San Gallo
Viborada, o Wiborada, in tedesco antico Wiberat (IX secolo – San Gallo, 1º maggio 926), fu una monaca svizzera che visse reclusa per dieci anni a San Gallo e morì martire durante un'incursione dei magiari.
Non è noto il luogo dove giacciono ora i suoi resti, anche se esso fu certamente meta di pellegrinaggi. Viborada fu la prima donna ad essere ufficialmente proclamata santa: ciò avvenne per opera di papa Clemente II nel 1047. Nell'iconografia viene rappresentata in abiti monacali, reggente un libro in una mano e un'alabarda nell'altra (simbolo dello strumento con il quale venne martirizzata).

## Fonti
Ancora nel X secolo venne redatta, su proposta del vescovo Ulrico di Augusta, una prima Vita di Viborada. Circa un secolo dopo ne venne redatta una seconda, impostata sulla base della precedente ma più ampia e con diverso stile. Questi due scritti costituiscono la fonte principale d'informazione sulla vita della santa. Inoltre essi forniscono interessanti notizie sulla cultura e la storia di quei tempi. Solo l'inclusione del capitolo della vita di Viborada del 916, può in parte essere considerato convincente. Ciò è dovuto al fatto che i redattori della Vita erano meglio informati sui loro tempi che su quelli della giovinezza di Viborada. L'analisi storica si rivela difficoltosa, poiché entrambe le Vite, come tipiche agiografie, servono alla formazione ed all'insegnamento religiosi. Essi presentano schemi e temi che generalmente sono diffusi nelle Vite dei santi ed alterano la figura storica.

### Vita I
La Vita più antica indica nel suo epilogo il decano Ekkeardo I come redattore. L'epilogo riconduce ad un miracolo l'esistenza della Vita I: Ekkeardo si ammalò gravemente ed avrebbe promesso di scrivere la storia della vita della santa nel caso fosse guarito, il che sarebbe avvenuto grazie al cilicio di Viborada. Il vescovo Ulrico di Augusta, già allievo della scuola dell'abbazia di San Gallo, gli avrebbe chiesto, durante una sua visita, il motivo per cui fino a quel momento Ekkeardo non aveva adempiuto alla promessa fatta. In questo modo egli avrebbe di fatto incaricato il monaco benedettino di scrivere la sua opera. A questo epilogo si riferisce anche l'autore della più recente Vita, Erimanno di San Gallo, nel suo dettagliato prologo.
Per evitare il rimprovero di mancanza di rispetto nei confronti del suo predecessore nell'aver rielaborato il medesimo soggetto, agli aggiunse a questo, nel punto adatto, quello dell'incursione degli Ungari a San Gallo, una citazione (Vers 51, citata in c. 34) – non documentata nell'edizione critica – da un suo lavoro giovanile, il Waltharius. In altre fonti l'autore della Vita I non viene citato.
La Vita I è costituita da tre manoscritti. Essa è tramandata nel terzo volume del Passionale di Stoccarda (Bibl. fol. 56–58), il pezzo più importante dei manoscritti dell'abbazia di Zwiefalten, che dal 1802 è conservato nella Biblioteca Nazionale del Württemberg a Stoccarda.
Il terzo volume del Passionale di Stoccarda è giunto a noi pressoché al completo e contiene, oltre alla biografia di Viborada, 45 ulteriori leggende sulla santa, fra le quali le leggende di San Gallo, di Sant'Otmar e di San Magno. Il volume fu scritto verso il 1144 e proviene, come emerge dall'analisi dei capilettera, dall'abbazia di Hirsau, dalla quale fu portato in quella di Zwiefalten e dopo la relativa secolarizzazione, fu posto nella Biblioteca statale del Württemberg. La Vita consta di 46 capitoli. Il secondo manoscritto, datato 1464, proviene dall'Abbazia di sant'Ulrico e sant'Afra ad Augusta ed è ora conservato nella Biblioteca civica e nazionale di Augusta. Di due manoscritti della Vita I nelle abbazie di Dillingen e di Wiblingen, che stanno alla base di un'errata edizione dei bollandisti del XVII secolo e che erano dati per dispersi, quello di Wiblingen è stato ritrovato e riconosciuto il suo valore come sistemazione del testo.

### Vita II

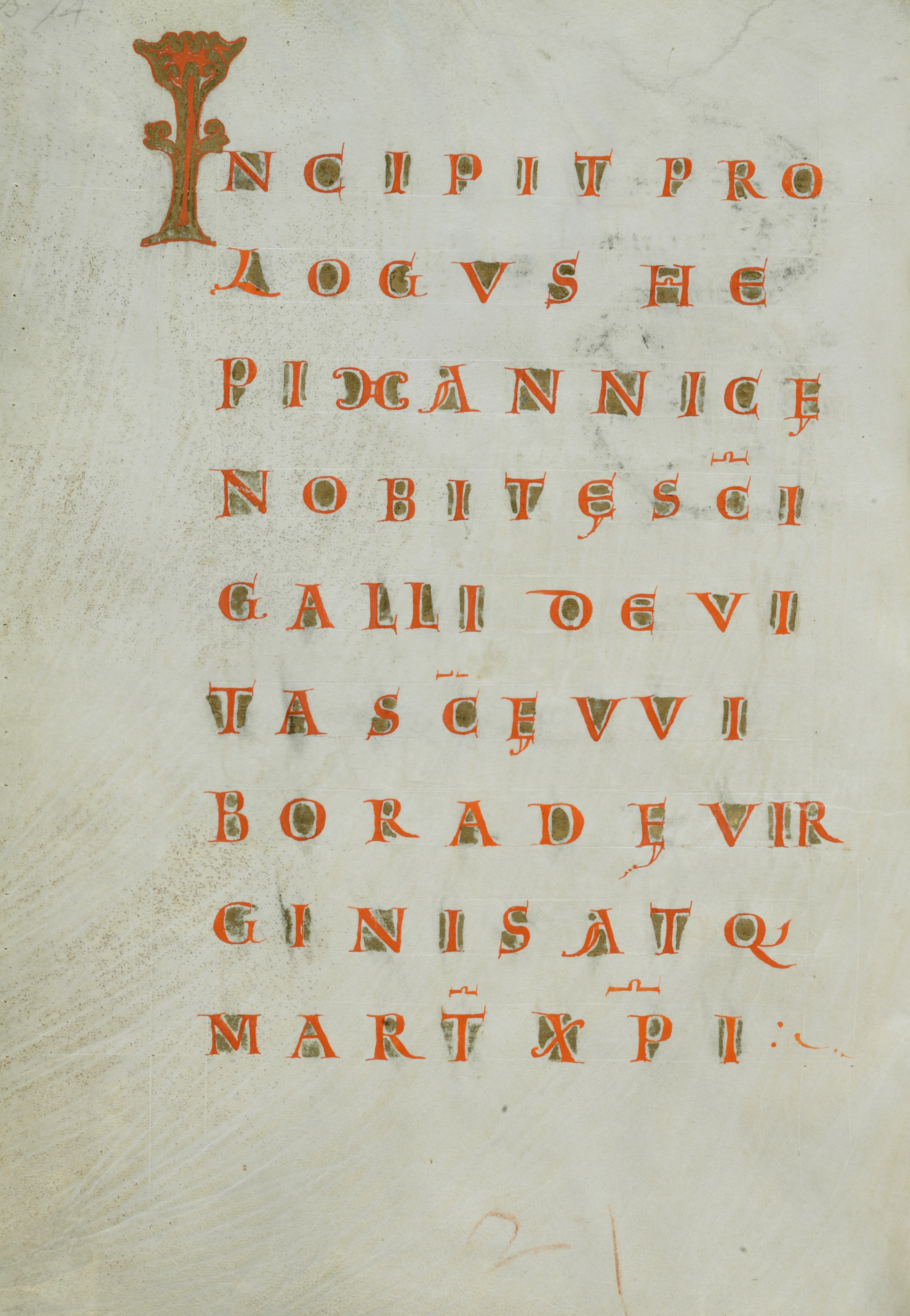
Pagina di titolo del Prologo alla Vita II sanctae Wiboradae di Herimann. Originale, fra 1072–1076, Codex Sangallensis 560

La Vita più recente è stata redatta intorno al 1075, cioè circa un secolo dopo la prima e 28 anni dopo la canonizzazione di Viborada. Autore della Vita II, calligraficamente cifrata, si definisce un monaco di nome Erimanno, che presumibilmente è identico a quello dello scrittore dei versi dedicati alla santa nel vecchio manoscritto. Questo si trova nel Corpus delle leggende di santi (Codex 560) della biblioteca dell'abbazia di San Gallo ed è probabilmente anche una stesura autografa del redattore. Su di esso si basano le copie dei Codici 564, 610 e 1034 della biblioteca sangallese. Inoltre il Codex 586, scritto fra il 1430 ed il 1436, tramanda, oltre ad altre leggende di santi, la più antica sintesi della Vita II. Esso contiene anche la più antica rappresentazione di Viborada, con un libro ed un'anacronistica alabarda. Prima del 1451/60 c'è una traduzione con 53 miniature, contenute nel Codex 602 della biblioteca sangallese.

## Biografia
Poiché l'anno di nascita e l'età alla quale Viborada subì il martirio non sono indicati in nessuna delle fonti disponibili, non si sa esattamente quando fosse nata. Le molteplici ricerche per localizzare la casa dei suoi genitori non portarono a nulla e quindi abbiamo solo alcune supposizioni in merito.
Secondo gli Annales Sangallenses maiores e la Cronaca Universale di Ermanno di Reichenau Viborada entrò nella sua reclusione nella chiesa di San Mang a San Gallo nel 916. Dell'ufficio divino della chiesa, fondata il 13 ottobre 898 dall'imperatore Arnolfo di Carinzia, era investito allora il fratello di Viborada, Hitto.
La data del martirio, che Viborada patì il 1º maggio 926 per mano degli Ungari invasori, fu annotata dai monaci dell'abbazia di San Gallo nel loro registro. Essi scrissero: «KALENDIS MAIIS WIBERAT reclusa a paganis interempta» (Alle calende di maggio la reclusa Wiberat [Viborada] venne uccisa dai pagani). Gli Annales Sangallenses maiores annotano il 2 maggio come giorno della morte di Viborada. La difformità di date fra le fonti può essere facilmente spiegata con il fatto che l'incursione magiara sia effettivamente avvenuta il 1º maggio e in tal data la santa abbia conseguito ferite molto gravi, che ne abbiano però provocato il decesso solo il giorno successivo.

## Leggende

### Infanzia e giovinezza
Viborada, che proveniva da una nobile famiglia almanna, viene descritta come una bambina molto virtuosa e pia. Secondo le Vitae, lei vedeva, come suoi modelli Marta di Betania (esempio di Vita activa) e Maria di Betania (esempio di Vita contemplativa).
Nelle Vitae viene citata una sorella minore di Viborada, che morì giovane e che, invece di giocare con le sue coetanee, pregava il Signore per la redenzione dei mortali.
Anche nella sua giovinezza Viborada conduceva una vita eccezionalmente pia. Ogni giorno andava in chiesa e sollecitava incessantemente anche i suoi genitori a fare altrettanto. Nella Vita II viene descritta la sua profonda virtù, la sua pratica del frequente digiuno e della mortificazione del corpo. Mentre in un giorno festivo Viborada, con la madre ed altri compagni, si recava a cavallo alla chiesa, sentì all'improvviso una vocazione, lasciò in conseguenza i suoi gioielli e scese da cavallo: da allora abbandonò ogni abbondanza.

### Tempi delle apparizioni a San Gallo

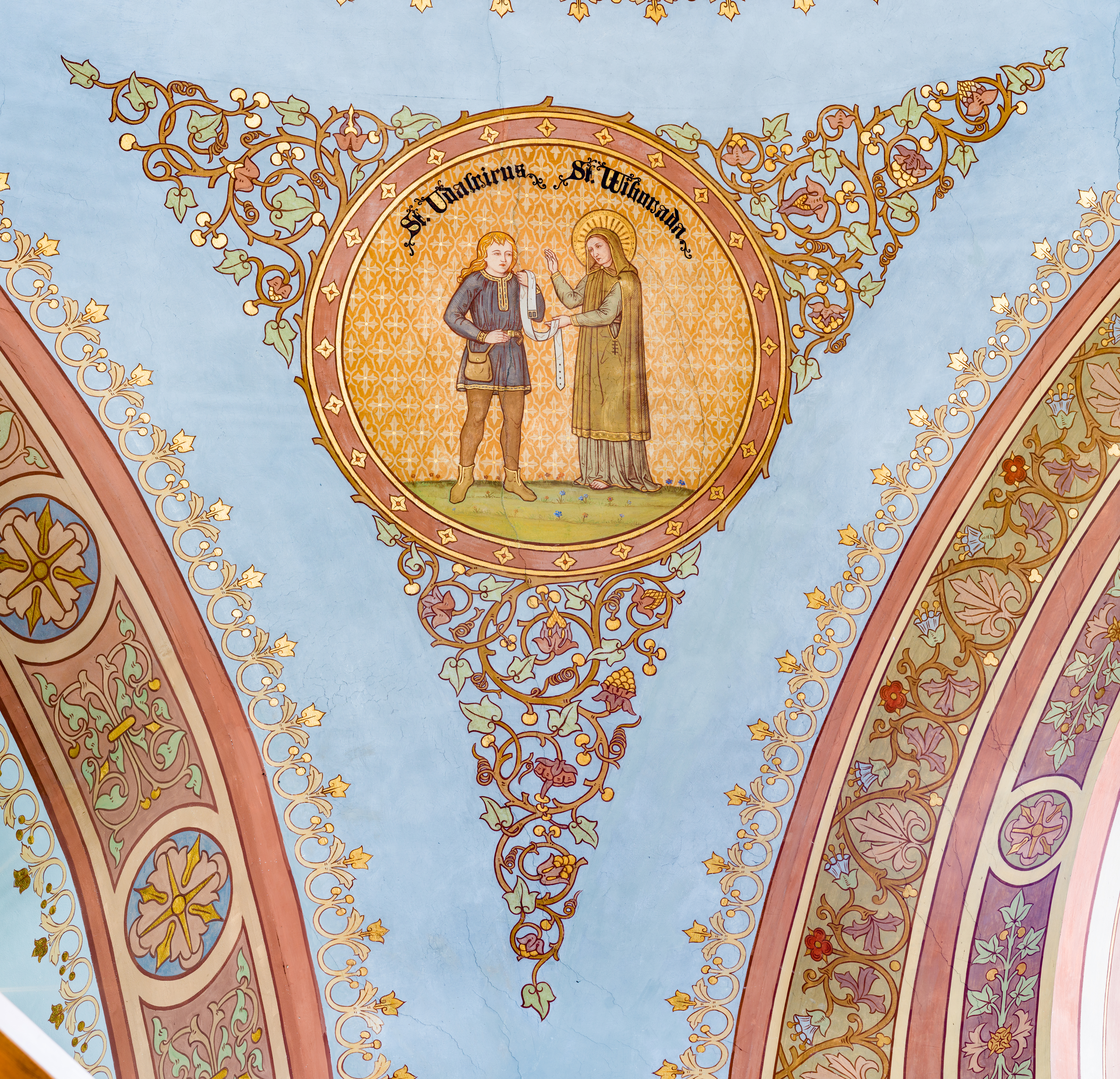
Rappresentazione in un affresco del 1870 del giovane Ulrico con la badessa Viborada

Secondo le descrizioni di entrambe le Vitae, Viborada decise di servire il fratello Hitto, prete a San Gallo. Ella gli mandò vestiti ed altre cose necessarie e preparava copertine per i testi liturgici. Hitto incominciò ad insegnarle i Salmi. Dopo il 49º Salmo però, egli smise le lezioni. Tuttavia, dopo che un'apparizione lo esortò ad ottemperare al suo dovere, insegnò a Viborada anche il 50º. I rimanenti 100 salmi vennero appresi da Viborada più tardi, grazie all'ispirazione dello Spirito Santo. Poiché ad Hitto la prima domenica del Tempo di Settuagesima mancavano i cantori per la Santa Messa, venne aiutato dalla sorella che cantò i 90 Salmi ed il suo bel canto venne riconosciuto come un risultato miracoloso. Dopo la morte del padre, Viborada curò da sola la madre. Inoltre si preoccupava di curare gli ammalati stranieri, che il fratello portava a casa. La Vita I narra di un pellegrinaggio a Roma, che Viborada avrebbe intrapreso con il fratello, mentre nella Vita II tale capitolo manca. Successivamente Hitto, seguendo un consiglio di Viborada, entrò come monaco nell'abbazia di San Gallo. Viborada visse sei anni nel mondo laico. Le Vitae però raccontano dettagliatamente, che lei in quel periodo condusse una vita ascetica, con digiuni, veglie, sonni sul duro pavimento ed autoflagellazioni.
Nella Vita II si narra di un'apparizione del demonio sotto le spoglie di un maiale: Viborada si segnò. II demonio si era portato dietro una delle sue servitrici, che iniziò a denigrarla finché, su disposizione del vescovo, si sarebbe deciso in merito alle accuse calunniose di costei contro Viborada, con un'ordalia che avrebbe rivelato la veridicità o la falsità delle accuse. Viborada si dimostrò innocente ma non punì la calunniatrice. Costei lasciò la casa di Viborada, così narra la Vita II, e continuò a diffamarla, finché Iddio la colpì facendola finire pazza e morire in povertà.
Il vescovo di Costanza Salomone prestò allora attenzione a Viborada e la invitò a Costanza. Il suo consiglio fu quello di entrare nel convento di Lindau, ma ella declinò l'invito, poiché le comparve la visione di San Gallo, che la sconsigliò. Questo capitolo della vita della santa manca nella Vita I.

### La vita a San Gallo

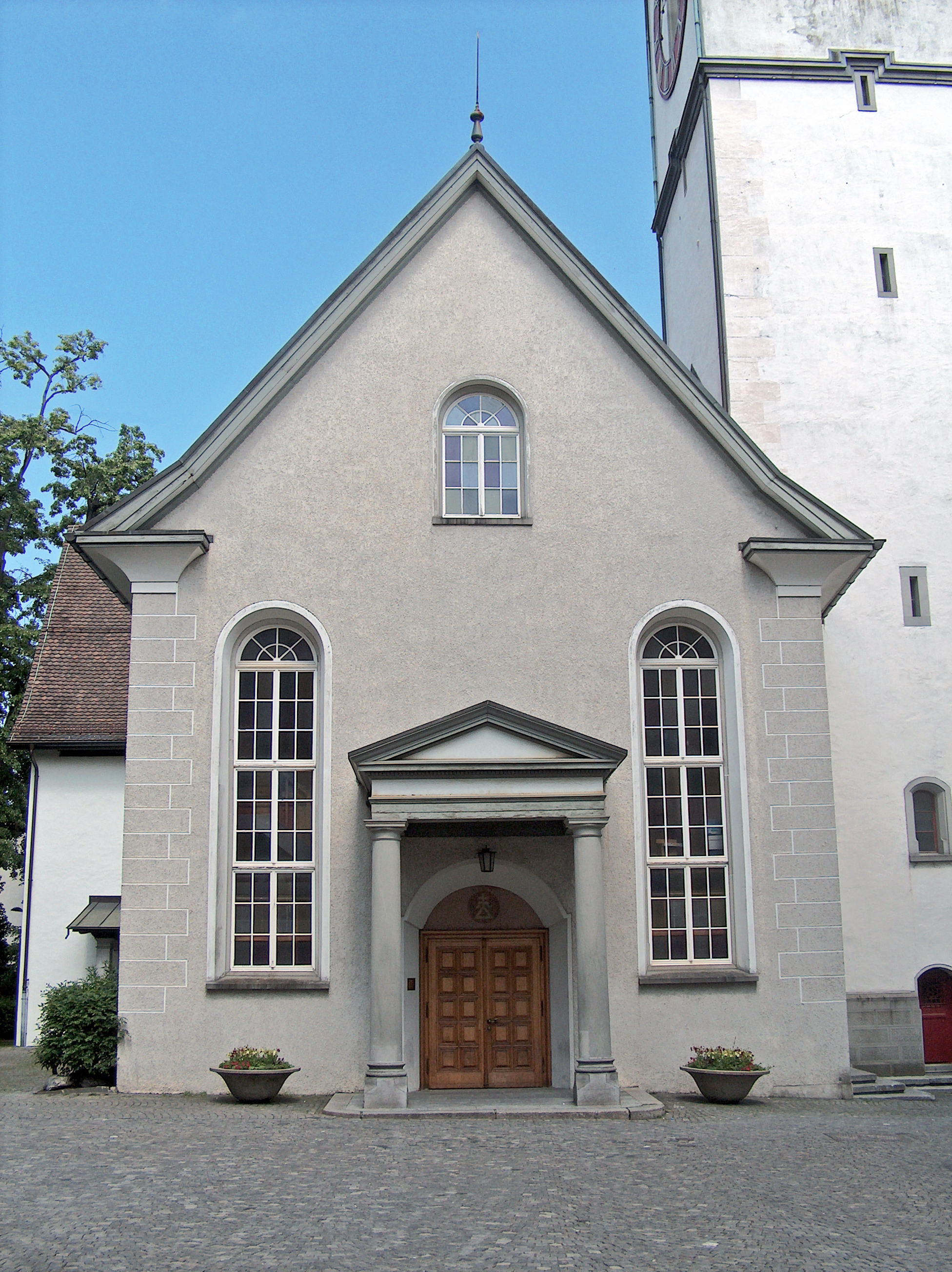
L'aspetto odierno della chiesa di St. Mangen.

Entrambe le Vitae illustrano ora, come Viborada, insieme al vescovo, che era anche abate di San Gallo, si fosse recata a San Gallo. Ella visse quattro anni a San Giorgio (oggi una località a sudovest di San Gallo ed in esso incorporata), insieme alle due domestiche Kebeni e Bertherada, in rigida ascesi. Il soggiorno di Viborada a San Giorgio è conforme alle regole del Concilio in Trullo prescritte per la vita da reclusi. Nella Vita II viene riportato che una notte comparve a Viborada un angelo e che cantò tre volte il 21º salmo.
Nel frattempo venne approntata presso la chiesa di San Magnus, su ordine del vescovo, una cella ove Viborada venne reclusa dal vescovo stesso fra le preghiere del popolo. Subito il demonio tentò di distoglierla dalla preghiera ma venne scacciato dal segno di croce. Le Vitae riportano di numerosi miracoli e profezie durante la vita da reclusa. Così comparve nuovamente a Viborada San Gallo che le annunciò una sciagura per le persone del convento sul lago di Costanza, il che in effetti accadde.
Ad un allievo del convento, di nome Ulrico, il futuro sant'Ulrico, avrebbe annunciato la sua futura nomina episcopale (un incontro fra Viborada ed Ulrico come allievo del convento risulta tuttavia cronologicamente impossibile.)

### Il martirio

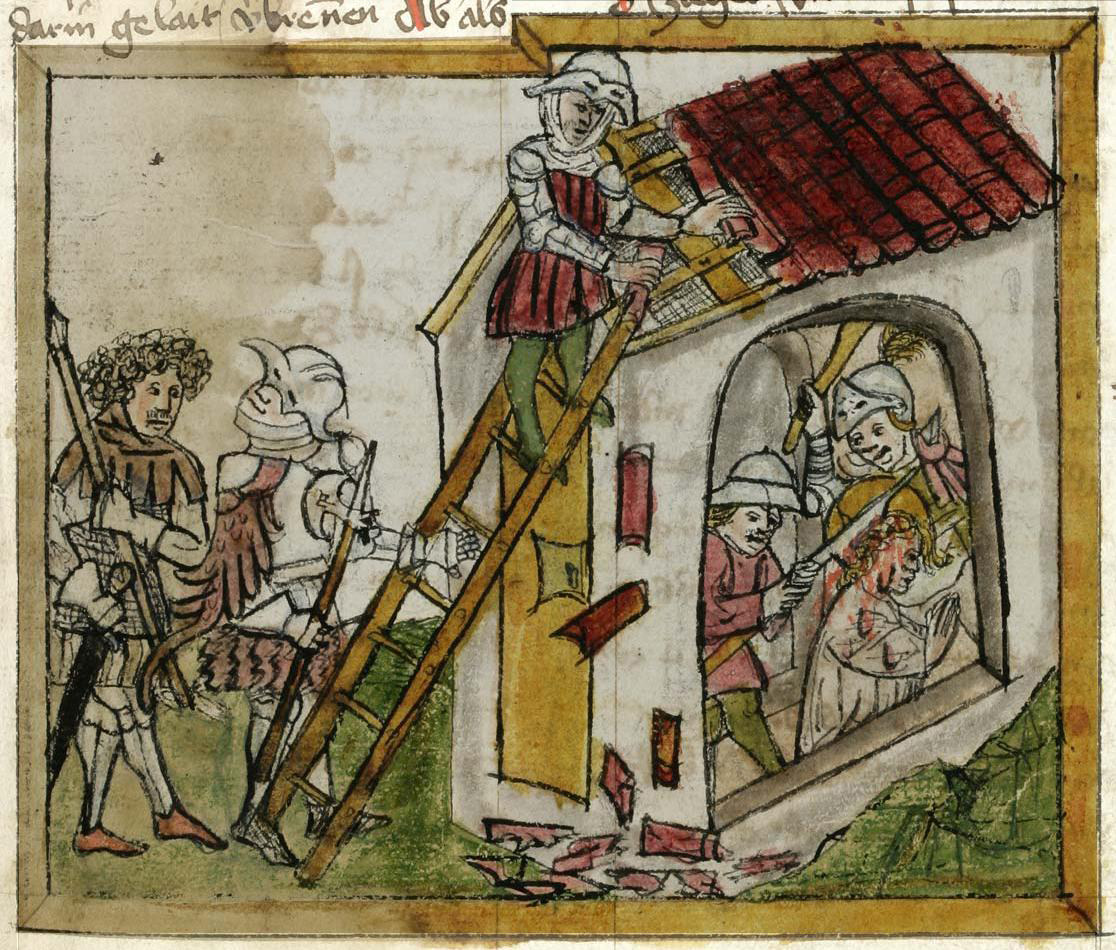
Il martirio di santa Viborada in una rappresentazione data fra il 1451/60 nel Codex Sangallensis 602

Nel giugno 925 Viborada ebbe la visione dell'incursione che gli Ungari avrebbero fatto di lì ad un anno nell'abbazia di San Gallo e quella del suo martirio. Nelle Vitae la data indicata per tale evento è quella del 1º maggio 926. Nonostante le pressioni dell'abate Engilberto, Viborada si rifiutò di lasciare la sua cella. Secondo quanto affermato nella Vita I, Viborada suggerì tuttavia ad Engilberto di riporre al sicuro su una rocca il tesoro dell'abbazia ed i preziosi manoscritti. Quando infine giunse notizia delle scorrerie degli Ungari nelle vicinanze, anche i monaci dell'abbazia fuggirono sulla rocca ed il fratello di Viborada, Hitto, prese anch'egli la via della fuga all'ultimo momento.
I barbari irruppero nella chiesa di San Magnus e la incendiarono. Essi appiccarono fuoco anche alla clausura, ove tuttavia si estinse per miracolo. Poiché essi non riuscivano ad entrare nella clausura, salirono sul tetto e vi entrarono. Essi trovarono Viborada inginocchiata davanti all'altare, le strapparono i vestiti fino al cilicio e le inflissero con un'ascia tre ferite al capo. Secondo la Vita II Viborada ne morì solo il giorno successivo. Il fratello Hitto la trovò e informò l'abate, che rientrò dalla rocca otto giorni dopo. Stando a quanto tramandato, le ferite di Viborada si rimarginarono. La Vita II narra di un funerale di Viborada, accompagnato dall'abate e da una gran quantità di fedeli.

### Miracoli
Nella Vita I seguono i miracoli (Miracula) direttamente dopo la descrizione del decesso e del funerale. Al contrario, nella Vita II, secondo le esigenze delle agiografie di tutti i tempi, la vita ed i miracoli sono trattati in testi separati; alcuni miracoli sono integrati nella prima Vita. I successivi miracoli sono indicati nella lista dei capitoli all'Historia Miraculorum della Vita II.

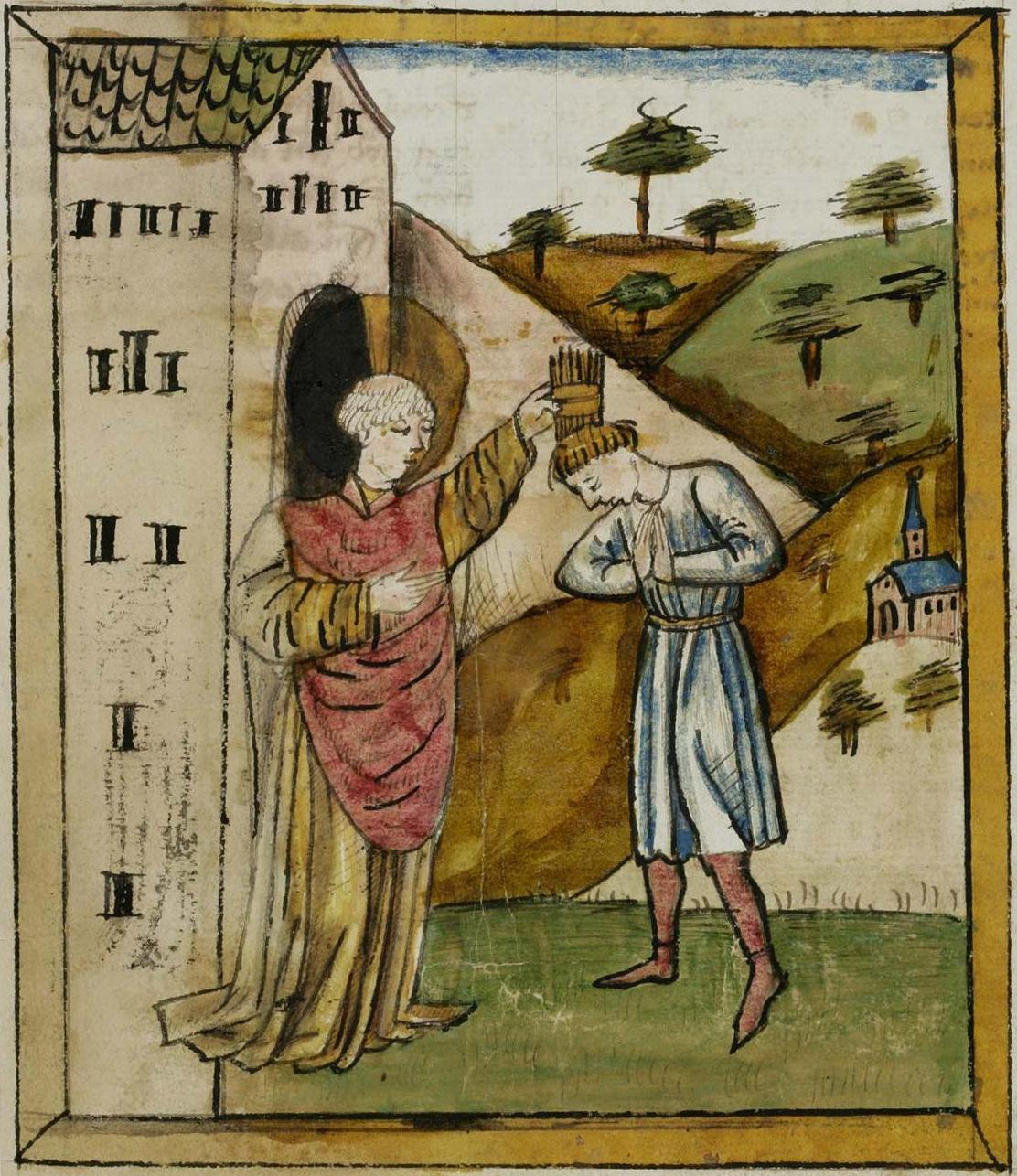
Guarigione di un ammalato con la reliquia del pettine di Viborada, rappresentazione del 1451/60 nel Codex Sangallensis 602

- una lampada sulla tomba di santa Viborada venne accesa dal cielo;
- una serva scorse nella chiesa un bagliore proveniente da Viborada;
- una pianta di finocchio sulla tomba di Viborada rinverdì in pieno inverno;
- Hitto trovò il pettine di Viborada oscillante sulla sua tomba;
- con il pettine di Viborada venne guarito un ammalato agli occhi;
- Rachilde venne guarita miracolosamente da una malattia;
- un allievo del convento di nome Ulrico guarì sulla tomba della santa;
- Viborada espresse in una visione ad Hitto la sua disapprovazione sulla nuova tovaglia dell'altare;
- Pliddruda, sorella di Rachilde, venne guarita da Viborada;
- dopo un voto il prete Eggibert venne guarito dal suo male agli occhi;
- una donna di nome Reginsinda non adempì al voto fatto dopo una guarigione e venne per questo punita;
- due altri infermi ottennero la guarigione sulla tomba di Viborada;
- un pezzo di legno dal mastello di Viborada guariva il mal di denti;
- Kebeni, domestica di Viborada venne guarita dalle lesioni inflittele dal demonio, che la spinse in una cucina
- con la traslazione delle reliquie nella chiesa un muratore venne colpito da un incidente e venne successivamente guarito in modo miracoloso

## Culto

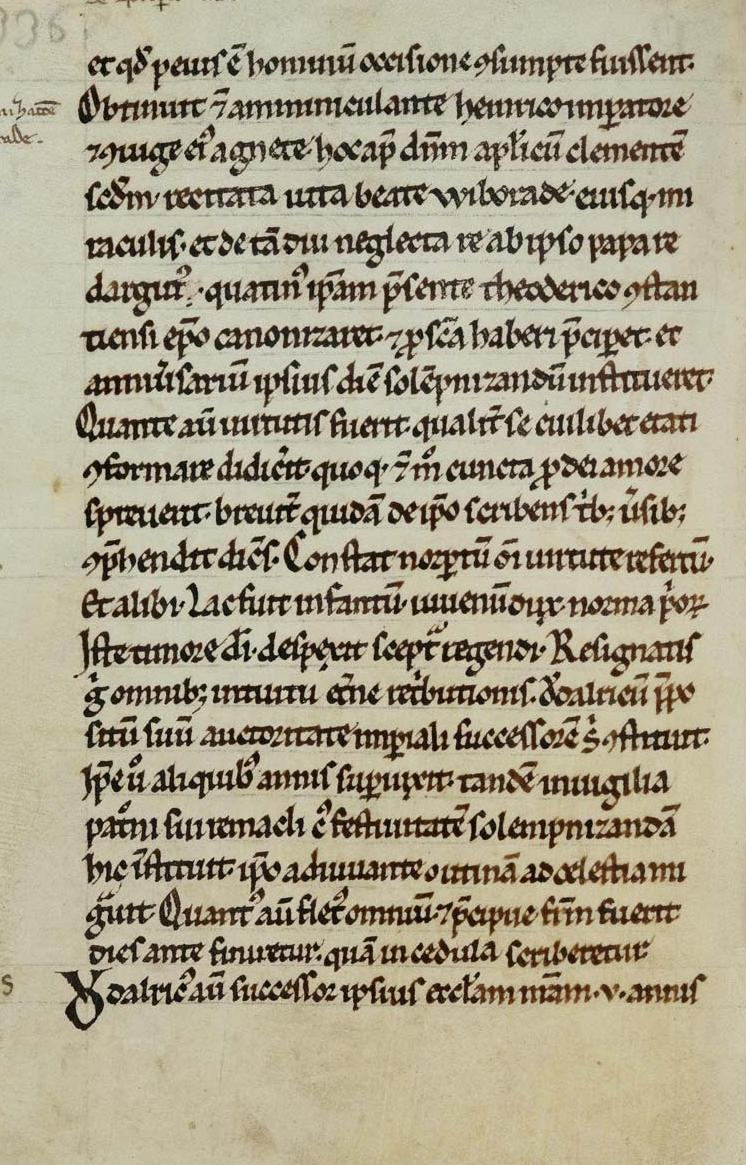
L'unica fonte della canonizzazione di Wiborada: Casus sancti Galli, Codex 615 Sangallensis, la più antica copia rimasta (verso il 1200)

Secondo entrambe le Vitae, l'anniversario della morte di Viborada iniziò ad essere celebrato regolarmente già a partire dall'anno successivo alla sua morte. Sebbene l'anniversario dovesse essere celebrato correttamente il 1º maggio, esso venne stabilito durante la canonizzazione per il 2 maggio. Anche dopo l'ultima riforma liturgica della diocesi di San Gallo, quando l'anniversario venne temporaneamente spostato all'11 maggio, la santa veniva ricordata il 2 maggio.
Della canonizzazione di Viborada, nel gennaio 1047, parla solo una fonte contemporanea, l'anonima prosecuzione della cronaca abbaziale Casus sancti Galli di Ekkeardo IV di San Gallo, la cui copia più antica pervenutaci è il Codex 615, della biblioteca abbaziale. Alla pagina  336 essa indica che Viborada venne canonizzata da papa Clemente II dietro suggerimento dell'imperatore Enrico III e della sua seconda moglie Agnese di Poitou alla presenza del vescovo di Costanza Teodorico. La canonizzazione di Viborada era già stata decisa prima da due papi, ma non ancora compiuta. Una bolla pontificia in merito non ci è tuttavia pervenuta.
Il sostegno da parte di Enrico III in quel periodo può essere visto nel contesto di cambiamenti radicali anticristiani in Ungheria.
Il modello di Viborada trovò seguaci durante tutto il medioevo, sia in San Giorgio che a San Magnus, che vivevano in verginità ed in reclusione. L'ultima reclusa conosciuta presso San Magnus fu tale Barbara Hornbogin, che ivi morì nel 1509. Nel XVI secolo venne fondato il monastero benedettino di Santa Viborada a San Giorgio. Il monastero venne soppresso il 3 giugno 1834 da un decreto del Gran Consiglio ed il suo archivio è ora contenuto in quello dell'abbazia di San Gallo.

### L'uffizio
Già dall'XI secolo è attestato una Liturgia delle ore di santa Viborada, tuttavia solo in frammenti: un doppio foglio da un antifonario con uffici liturgici su sante, fra le quali Viborada, si trova nell'archivio della città di San Gallo (Vol 508, Scatola Fragmente, Bücher). Quale frammento connesso, vi si trovano le ultime Antifone, il primo Notturno ed i conseguenti responsori.
In un manoscritto del XIV secolo si trova un Uffizio di Viborada in riassunto, proveniente dall'antifona del Magnificat, cinque antifone alle Lodi, Evangelica antiphona e l'antifona a San Benedetto. Non vi sono concordanze con il manoscritto dell'XI secolo. Invece l'antifona del Magnificat fu inserita posteriormente in altri manoscritti della biblioteca abbaziale.
Nel Supplementum Breviarii del monaco di San Gallo, Gallus Wagner, del 1574 si trova l'Uffizio di Viborada al completo, com'era in uso nel XVI secolo.
A causa della discordanza testuale con il manoscritto dell'XI secolo, Walter Berschin presume che le parti mancanti o illeggibili nel vecchio manoscritto si spiegano con la ricostruzione effettuata nel XVI secolo. Egli presenta una ricostruzione dell'Ufficio di Viborada sulla base delle diverse fonti.

### Il vino benedetto
Al culto di Viborada appartiene un'usanza che si è presentata in passato: le offerte del vino benedetto di santa Viborada nel giorno del suo anniversario. Come il vino di San Gallo, che servì da modello, il vino benedetto viene offerto, prelevato da una coppa a forma di conchiglia con un cucchiaio, che deve essere appartenuto a Viborada. Il cucchiaio è di legno e venne incapsulato in argento nel XVII secolo, la coppa, in argento porta il numero dell'anno 1698 e fu realizzata a quello specifico scopo. Entrambi gli oggetti appartengono al convento di Santa Viborada in San Giorgio e sono oggi conservati presso l'abbazia benedettina di San Gallenberg a Glattburg, una frazione del comune svizzero di Oberbüren.